# 巴尔巴塔
巴尔巴塔（義大利語：Barbata），是意大利贝加莫省的一个市镇。总面积8.04平方公里，人口726人，人口密度90.3人/平方公里（2009年）。国家统计（ISTAT）代码为016019。